# 伊万·西多连科
伊万·米哈伊洛维奇·西多连科（俄語：Ива́н Миха́йлович Сидоре́нко，1919年9月12日 - 1994年2月19日）是一位曾参加第二次世界大战的苏联红军军官、蘇聯英雄荣誉获得者。他狙杀了大约500人，这一战果在苏联红军狙击手中相当高。战后，他选择退役，定居在车里雅宾斯克州的乌拉尔山區，在一座煤矿当工头。